# Per Olof Christopher Aurivillius
Per Olof Christopher Aurivillius (15. ledna 1843, Forsa – 20. července 1928) byl švédský entomolog.
Byl ředitelem Švédského přírodopisného muzea ve Stockholmu a specializoval se na brouky a motýly. Byl tajemníkem Švédské královské akademie věd. Jeho bratr Carl Wilhelm Samuel Aurivillius (1854–1899) a syn Sven Magnus Aurivillius (1892–1928) byli zoologové.

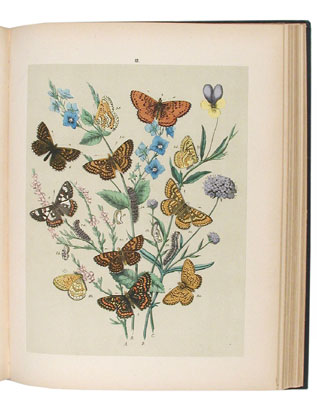
Stránka z knihy Nordischer Tagfalter